# خیابان‌ها را پس بگیرید

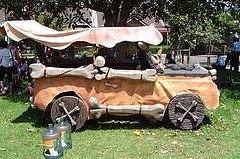
Barney Rubble Mobile که سیستم صوتی سیار رویداد RTS در سیدنی روی آن قرار داشت.

خیابان‌ها را پس بگیرید (RTS) کالکتیوی است که با آرمان مالکیت اشتراکی برای فضاهای عمومی فعالیت می‌کند. اعضای این کالکتیو این حرکت را یک جنبش مقاومت در مخالفت با تسلط ابرشرکت‌ها و پدیده جهانی شدن معرفی می‌کنند. همچنین آن‌ها به هژمونی اتوموبیل به عنوان وسیله حمل و نقل غالب اعتراض دارند.

## اعتراضات
خیابان‌ها را پس بگیرید اغلب به شکل یک رویداد اقدام مستقیم غیر خشونت‌آمیز خیابانی مانند اشغال جاده‌های اصلی، بزرگراه یا آزادراه به منظور راه‌اندازی یک مهمانی یا گردهمایی برگزار می‌شود. در حالی که این برنامه‌ها می‌تواند برای رانندگان خودرو و مسافران وسایل نقلیه عمومی ایجاد مزاحمت کند با این حال فلسفه RTS این است که اقدامات ما برای خودرو به عنوان عامل انسداد مشکل به وجود می‌آورد و نه عابران پیاده و در واقع با اشغال جاده‌ای فضای عمومی گشوده می‌شود. رویدادهای خیابان‌ها را پس بگیرید معمولاً به شکل جذاب و رنگارنگ، همراه با سطل شن و ماسه برای بازی کودکان و غذا و موسیقی مجانی برگزار می‌شود. با این حال آنها در بعضی از موارد این رویداد با عناوین شورشی و اغتشاش‌گر معرفی می‌شوند. خیابان را پس بگیرید با تشکیل منطقه مستقل موقت به اتمام می‌رسد. سبک مهمانی‌ها در بسیاری از نقاط تحت تأثیر استیج‌های رقص در انگلستان همراه با بخش موسیقی شاد از سیستم‌های صوتی است.
خیابان‌ها را پس بگیرید علاوه بر این برای مقاصد سیاسی نیز مورد استفاده قرار می‌گیرد، حتی اگر این حرکت‌های سیاسی با جنبش RTS ارتباط نزدیکی نداشته باشند.

## تاریخچه
اولین منبع مکتوب برای جنبش "خیابان‌ها را پس بگیرید" را می‌توان در آثار مارشال برمن (۱۹۸۱) و کتاب همه ذرات جامد فرو می‌ریزد جست و کرد. برمن در یک فصل با عنوان "مدرنیته در خیابان هاً می‌نویسد: 
 "در لبه‌های پاره پاره از تخیل بودلر ما ظهور مدرنیسم دیگر را شاهد هستیم: اعتراضی انقلابی که در آن توده‌های بی‌شکل به مردم تبدیل می‌شوند و برای ساخت زیست انسانی خیابان‌های شهر بازپس گرفته می‌شود. حرکتی که از ۱۷۸۹ توسط ساکنان شهرها آغاز و در سراسر قرن نوزدهم همچنین در جریان خیزش‌های عظیم انقلابی مصادف با جنگ جهانی اول ادامه یافت یک پیام را مخابره می‌کرد: خیابان‌ها به مردم تعلق دارند. همان‌طور که لو کوربوزیه می‌گوید: بدون مردم، خیابانی در کار نیست ". (ص ۱۶۶–۱۶۷، تأکید اضافه شده است) 
 خیابان‌ها بارها با اهداف گوناگون جهت استفاده از آنها برای منظوری به جز ترافیک اشغال شده‌اند. به عنوان مثال، گروهی از طرفداران محیط زیست در خیابانهای استکهلم در اوت ۱۹۶۹، خیابانهای استکهلم را اشغال کردند. و در میان سالهای ۱۹۹۰–۱۹۹۱ همین گروه ۲۰ دقیقه حرکت اعتراضی سقوط فرهنگی را در گذرگاه‌های شلوغ خیابانی ترتیب دادند. مانند سایر اشغال‌ها در اعتراض به ترافیک قبل از سال ۱۹۹۱، این حرکت‌ها نیز «خیابان‌ها را پس بگیرید» نامیده نمی‌شد.

### انگلستان
خیابان را پس بگیرید ابتدا توسط جنبش اول زمین در بریکستون لندن، در پاییز ۱۹۹۱ آغاز شد. و از کمپ‌های اعتراضی ضد جاده در مکان‌هایی مانند Claremont Road و Twyford Down رشد کرد. ایده بازپسگیری خیابان خیلی زود در سراسر انگلستان گسترش یافت. اولین حرکات به شکل جنبش ضد ماشین و طرفداران وسایل ارتباطی جایگزین جایگزین تکوین یافت، اما در طول سال‌ها اعضای اصلی گروه، تمرکز خود را تغییر دادند. آن‌ها به این نتیجه رسیدند که که بهتر است که ریشه مشکلات یعنی نظام سرمایه‌داری را هدف قرار دهند. "خیابان‌های ما آن چنان مملو از ماشین است که از سرمایه داری پر شده است و ماشین‌ها همان اندازه آلوده کننده هستند که سرمایه‌داری ما را آلوده می‌کند". با این وجود، در حرکات این جنبش همیشه اصل بر این بوده که اقدامات به صورت اقدام مستقیم غیر خشونت‌آمیز انجام شود.
- بیرمنگام، این اقدم اعتراضی در ۶ اوت ۱۹۹۵ با حدود ۲۰۰ نفر همراه با گروه موسیقی زنده که از پشت کامیون می‌نواختند و همچنین در ۱۷ اوت ۱۹۹۶ نیز این فعالیت اعتراضی در بیرمنگام انجام گرفت.[۱۲]
- برایتوتون، در ۱۴ فوریه ۱۹۹۶ انجام شد که تردد را در بیشتر ساعات بعد ازظهر متوقف نمود.
- لیورپول، در شنبه ۲۸ سپتامبر ۱۹۹۶ انجام گرفت.[۱۳]

### جهانی
ایده "بازپس‌گیری خیابان" به سرعت به عنوان نوعی از اعتراض در سراسر جهان مورد استفاده قرار گرفت. این نوع "اشغال خیابانی" در شهرهای سراسر اروپا، استرالیا، آمریکای شمالی و آفریقا رشد یافت. اشکال نخستین این حرکت به‌طور یکسان مقامات و رانندگان را به چالش می‌کشید. اما با گذشت زمان این نوع اعتراضات در بسیاری از نقاط شکل نهادینه به خود گرفت، که مانند دیگر اشکال گردهمایی‌های قانونی پیش از برگزاری مجوزهای لازم را دریافت می‌نمود. که البته در بعضی از مناطق مثل فنلاند به عنوان اولین برگزار کننده اشغال خیابانی خارج از لندن مراسم بدون دریافت مجوز در تاریخ ۱۷ می ۱۹۹۷ انجام شد.